# Atomexplosionen für die Volkswirtschaft
Das Programm Atomexplosionen für die Volkswirtschaft (russisch Ядерные взрывы для народного хозяйства, Jadernye vzryvy dlja narodnogo chozjajstva), gelegentlich auch als Programm Nr. 7 bezeichnet, war ein sowjetisches Vorhaben, Nuklearwaffen für zivile Zwecke nutzbar zu machen. Dazu wurden unter anderem die von den Explosionen verursachten seismische Wellen erforscht, in der Hoffnung umfangreiche Öl- und Gasvorkommen zu entdecken. Auch wurden Hohlräume gesprengt, um Gasspeicher zu erzeugen, es wurden mit 5 Explosionen brennende Gasquellen gelöscht, und man untersuchte den Einsatz von Atomexplosionen zur Erdbewegung sowie die grundsätzliche Ausbreitung von radioaktiver Strahlung bzw. Kontamination. Sowohl nach Dauer als auch nach Umfang war das Projekt größer als sein amerikanisches Pendant Project Plowshare.

## Ablauf des Programms
Von 1965 bis 1988 wurden unter dem Dach von Programm Nr. 7 insgesamt 121 Explosionen ziviler atomarer Sprengsätze ausgelöst. Die ersten Explosionen erfolgten auf dem Kernwaffentestgelände Semipalatinsk im Gebiet des heutigen Kasachstan. Dies waren Versuche für den Kanalbau sowie zum Erstellen von Wasserreservoirs. Es folgten auf dem ganzen Gebiet der UdSSR Untergrundexplosionen zum Erstellen von seismischen Tiefenprofilen zur Untersuchung des Erdinneren. Dabei konnten Tiefenprofile bis in eine Tiefe von 200 bis 300 km erstellt werden. Mit Untergrundexplosionen zur Verbesserung der Permeabilität konnte man die Erdöl- und Erdgasförderung erhöhen. Weiter erstellte man mit Untergrundexplosionen Kavernen für Erdgas-Untergrundspeicher sowie für Endlager für gefährliche Abfälle. Daneben wurden nach Blowouts brennende Erdgas- und Erdölquellen mit Nuklearsprengsätzen gelöscht. Zwei Sprengsätze in einem Bergwerk im Bergbaurevier Chibinen wurden zum Brechen von Erz gezündet. Eine Konzentration von Explosionen gab es in der Nähe des Dorfes Asgir, im Gebiet von Atyrau im heutigen Kasachstan. Insgesamt erfolgten dort 17 Untergrundexplosionen zur Erforschung von Transuranen und Isotopen im Steinsalz.

## Unbeabsichtigte Auswirkungen und Langzeitfolgen
Zu unbeabsichtigten radioaktiven Kontaminationen kam es bei den Explosionen „Globus-1“ am 19. September 1971 (bei Kineschma im europäischen Russland mit einer Sprengkraft von 2,3 Kilotonnen TNT-Äquivalent), „Kraton-3“ am 24. August 1978 (im fernöstlichen Jakutien mit 22 Kilotonnen) sowie „Kristall“ am 29. August 1974 (bei Udatschny mit 1,7 Kilotonnen). Durch die 17 Untergrundexplosionen um Azgir in Kasachstan ist das Trinkwasser der die Siedlungen mit 90Strontium belastet. In jüngerer Zeit erlangte darüber hinaus die Explosion „Kliwasch“ bei Junokomunariwsk in der Ukraine Bedeutung. Hier wurde am 16. September 1979 eine Kaverne gesprengt, welche durch den benachbarten Bergbau seit der Sprengung trocken gehalten wurde. 2018 entschied die Regierung der Volksrepublik Donezk, nachdem der anliegende Bergbau bereits 2002 eingestellt worden war, die Wasserhaltung ebenfalls einzustellen, und es droht der unkontrollierte Austritt von kontaminiertem Wasser in den Fluss Siwerskyj Donez.

## Ende und Ausblick
Das Programm, das bis in die späten 1980er Jahre lief und wohl – nach verschiedenen Darstellungen – den Schritt von „Test“ zu „reguläre Anwendung“ zumindest teilweise schon gegangen war, wurde mit dem Fall der UdSSR eingestellt und in keinem der Nachfolgestaaten wieder aufgenommen, auch wenn gerade in der russischen Föderation immer wieder Forderungen in diese Richtung aufkommen. Aufgrund zeitgenössischer Geheimhaltung, die teilweise bis heute besteht, und der Sprachbarriere sind in westlichen Quellen nur unzureichende Daten über Art, Umfang und Erfolg der einzelnen Explosionen verfügbar. Auch im Zuge der Ölkatastrophe um Deepwater Horizon 2010 wurde die Zündung einer taktischen Nuklearwaffe zum Stoppen des weiteren Austritts von Öl öffentlich diskutiert. Ein russischer Vorschlag, mit eigener Expertise und Equipment zur Seite zu stehen – Russland hatte in den 1970er und 1980er Jahren Gas- und Öllecks mit nuklearen Explosionen gestoppt –, wurde 2010 von vielen Boulevardmedien aufgegriffen, aber generell als nicht ernst zu nehmend interpretiert.

## Chronologie der Versuche

### 1960er-Jahre
| Nummer | Bezeichnung              | Datum      | Region                                                    | Sprengkraft (kT) | Höhe über Grund (m) | Bemerkung | ⊙ |
| ------ | ------------------------ | ---------- | --------------------------------------------------------- | ---------------- | ------------------- | --- | - |
| 1      | Schagan                  | 15.01.1965 | Kernwaffentestgelände Semipalatinsk                       | 140              | -175                | Erzeugung von einem Reservoir. Bildete einen See mit 408 m Durchmesser und 100 m Tiefe. 35 Jahre nach der Explosion betrug die Äquivalentdosis rund um den Schagansee 0,08 μSv/Std (8 μR/Std).                                                                            |   |
| 2      | Butan 1                  | 30.03.1965 | Grachevka-Erdölfeld, 15 km nordwestlich von Meleus        | 2,3              | -1.375              | Intensivierung der Erdöl- und Erdgasförderung durch Verbesserung der Permeabilität im Kalkstein. 2 Sprengsätze zu je 2,3 kT. |   |
| 3      | Butan 2                  | 06.10.1965 | Grachevka-Erdölfeld, 15 km nordwestlich von Meleus        | 7,6              | -1.350              | Intensivierung der Erdöl- und Erdgasförderung durch Verbesserung der Permeabilität im Kalkstein |   |
| 4      | Sary-Uzen                | 14.10.1965 | Kernwaffentestgelände Semipalatinsk                       | 1,1              | -48                 | Mit Sary-Uzen wollte man die Bildung eines Kraters unter kontrollierten Bedingungen testen. Bildete einen Krater mit 107 m Durchmesser und 31 m Tiefe der sich später mit Wasser füllte. Im Jahr 2000 betrug die Äquivalentdosis rund um den See 0,5 μSv/Std (50 μR/Std). |   |
| 5      | Halit/Asgir A-1          | 22.04.1966 | 180 km nördlich von Astrachan                             | 1,1              | -165                | Erzeugung einer Kaverne im Steinsalz. Bildete eine Kaverne mit 25 m Durchmesser. Unbeabsichtigte Freisetzung von Radioaktivität. Die Kaverne füllte sich 6 Tage später mit Grundwasser.                                                                                   |   |
| 6      | Urta-Bulak               | 30.09.1966 | Urta-Bulak-Erdgasfeld, 60 km südöstlich von Buxoro        | 30               | -1.532              | Erfolgreiches Löschen von einem Erdgas-Blowout der seit 1963 brannte. |   |
| 7      | Tawda                    | 6.10.1967  | 50 km südöstlich von Tawda                                | 0,3              | -175                | Test zur Erzeugung eines Untergrundspeichers für Erdgas im Lehmboden. Die Kaverne konnte aber nicht verwendet werden. |   |
| 8      | Pamuk                    | 21.05.1968 | Pamuk-Erdgasfeld, 55 km westlich von Qarshi               | 47               | -2.440              | Erfolgreiches Löschen von einem Gas-Blowout. |   |
| 9      | Halit/Asgir A-2          | 01.07.1968 | 130 km südöstlich von Achtubinsk                          | 27               | -597                | Erzeugung einer Kaverne im Steinsalz. Bildete eine Kaverne mit 64 m Durchmesser. Die Kaverne füllte sich mit Grundwasser. |   |
| 10     | Telkem 1                 | 21.09.1968 | Kernwaffentestgelände Semipalatinsk                       | 0,24             | -31                 | Versuch für Kanalbau. Bildete einen Krater mit 80 m Durchmesser und 20 m Tiefe. |   |
| 11     | Telkem 2                 | 12.11.1968 | Kernwaffentestgelände Semipalatinsk                       | 0,24             | -31                 | Versuch für Kanalbau; 3 Sprengsätze mit je 0,24 kT im Abstand von 40 m zueinander. Bildeten einen Krater mit 140 m Länge, 60–70 m Breite und 16 m Tiefe. |   |
| 12     | Greif-1                  | 02.09.1969 | Ossa-Erdölfeld, 7 km südwestlich von Ossa                 | 7,6              | -1.212              | Intensivierung der Erdölförderung durch Verbesserung der Permeabilität. |   |
| 13     | Greif-2                  | 08.09.1969 | Ossa-Erdölfeld, 7 km südwestlich von Ossa                 | 7,6              | -1.208              | Intensivierung der Erdölförderung durch Verbesserung der Permeabilität. |   |
| 14     | Stawropol/Tachta-Kugulta | 26.09.1969 | Takhta-Kugulta-Erdgasfeld, 36 km nordwestlich von Ipatowo | 10               | -712                | Intensivierung der Erdgasförderung durch Verbesserung der Permeabilität. |   |
| 15     | Sai-Utes-1/Nun 2-T       | 06.12.1969 | 155 km südwestlich von Beineu                             | 31               | -407                | Zweck unklar. Vermutlich Versuch zur Schaffung eines Reservoirs mit der Bildung eines Einsturztrichters ohne Verbindung zur Explosionskaverne; oder auch Testexplosion auf der Suche nach einem Testgelände für unterirdische Nuklearwaffentests.                         |   |

Quellen aus:

### 1970er-Jahre
| Nummer | Bezeichnung        | Datum      | Region                                                    | Sprengkraft (kT) | Höhe über Grund (m) | Bemerkung | ⊙ |
| ------ | ------------------ | ---------- | --------------------------------------------------------- | ---------------- | ------------------- | --- | - |
| 16     | Magistral          | 25.06.1970 | Ossa-Erdgasfeld, 55 km nordöstlich von Orenburg           | 2,3              | -702                | Erzeugung eines Untergrundspeichers für Erdgas. Bildete eine Kaverne mit 28 m Durchmesser. Der Speicher wurde bis 1988 genutzt und 1993 dekontaminiert. Zu diesem Zeitpunkt betrug die Äquivalentdosis in der unmittelbaren Umgebung 0,3–0,5 μSv/Std (30–50 μR/Std). |   |
| 17     | Sai-Utes-2/Nun 6-T | 12.12.1970 | 150 km südwestlich von Beineu                             | 80               | -740                | Zweck unklar. Vermutlich Versuch zur Schaffung eines Reservoirs mit der Bildung eines Einsturztrichters ohne Verbindung zur Explosionskaverne; oder auch Testexplosion auf der Suche nach einem Testgelände für unterirdische Nuklearwaffentests. Es bildete sich kein Einsturztrichter. |   |
| 18     | Sai-Utes-3/Nun 1-T | 23.12.1970 | 150 km südwestlich von Beineu                             | 75               | -497                | Zweck unklar. Vermutlich Versuch zur Schaffung eines Reservoirs mit der Bildung eines Einsturztrichters ohne Verbindung zur Explosionskaverne; oder auch Testexplosion auf der Suche nach einem Testgelände für unterirdische Nuklearwaffentests. |   |
| 19     | Taiga-1/-2-/-3     | 23.03.1971 | 100 km nordwestlich von Krasnowischersk                   | 15               | -128                | Test für Kanalbau für den projektierten Petschora–Kama-Kanal. Drei 15-kT-Sprengsätze bildeten einen Krater mit 700 m Länge, 340 m Breite und 10–15 m Tiefe. Die Äquivalentdosis rund um den Krater, der sich mit Wasser gefüllt hat, betrug im Jahr 2024 zwischen 0,1 und 0,8 μSv/Std (10–80 μR/Std). |   |
| 20     | Globus-4           | 02.07.1971 | 30 km südwestlich von Workuta                             | 2,3              | -540                | Erstellen von seismischen Tiefenprofilen zur Untersuchung des Erdinneren. |   |
| 21     | Globus-3           | 10.07.1971 | 140 km südwestlich von Petschora                          | 2,3              | -470                | Erstellen von seismischen Tiefenprofilen zur Untersuchung des Erdinneren. |   |
| 22     | Globus-1           | 19.09.1971 | 30 km nordöstlich von Kineschma                           | 2,3              | -610                | Erstellen von seismischen Tiefenprofilen zur Untersuchung des Erdinneren. Unbeabsichtigte Freisetzung von Radioaktivität durch den Schacht sowie durch Risse im Gestein, führte zu einem radioaktiven Hot Spot mit einem Durchmesser von 2 km. Aufgrund der radioaktiven Kontamination musste das rund 4 km entfernte Dorf Galkino evakuiert und z. T. abgerissen werden. Im Jahr 2012 betrug die Gammastrahlendosis beim Schacht 80 μSv/Std. Zwischen 2014 und 2015 wurde das am stärksten verstrahlte Gebiet dekontaminiert, indem rund 400 m³ Erdreich abgetragen wurde. Im nahegelegenen Fluss Schachi, der in die Wolga mündet, wurden 137Caesium sowie 90Strontium festgestellt. |   |
| 23     | Globus-2           | 04.10.1971 | 30 km nordöstlich von Kotlas                              | 2,3              | -595                | Erstellen von seismischen Tiefenprofilen zur Untersuchung des Erdinneren. Unbeabsichtigte Freisetzung von Radioaktivität. | · |
| 24     | Saphir             | 22.10.1971 | 55 km südwestlich von Orenburg                            | 15               | -1.142              | Erzeugung eines Untergrundspeichers für Erdgas. Bildete eine Kaverne mit einem Volumen von 50.000 m³. Der Speicher war bis im Jahr 2011 in Betrieb. |   |
| 25     | Halit/Asgir A-3    | 22.12.1971 | 180 km nördlich von Astrachan                             | 64               | -987                | Erzeugung einer Kaverne im Steinsalz. Bildete eine Kaverne mit 66–72 m Durchmesser. |   |
| 26     | Krater             | 11.04.1972 | Mary-Erdgasfeld, 30 km südöstlich von Mary                | 15               | -1.720              | Löschen von einem Erdgas-Blowout. |   |
| 27     | Fakel              | 09.07.1972 | 20 km nördlich von Berestyn                               | 3,8              | -2.483              | Erfolgloser Löschversuch von einem Erdgas-Blowout der seit 1971 brannte. Erst im Juli 1973 konnte das brennende Bohrloch gelöscht werden. |   |
| 28     | Region-3           | 20.08.1972 | 310 km südwestlich von Oral                               | 6,6              | -489                | Erstellen von seismischen Tiefenprofilen zur Untersuchung des Erdinneren. |   |
| 29     | Dnepr-1            | 04.09.1972 | 20 km nordwestlich von Kirowsk                            | 2,1              | -130                | Brechen von Erz in einem Stollen eines Bergwerks am Berg Kuelporr, im Bergbaurevier Chibinen. Es konnte rund 100.000 m³ Erz gewonnen werden. |   |
| 30     | Region-1           | 21.09.1972 | 80 km südwestlich von Busuluk                             | 2,3              | -490                | Erstellen von seismischen Tiefenprofilen zur Untersuchung des Erdinneren. |   |
| 31     | Region-4           | 03.10.1972 | 80 km nordöstlich von Elista                              | 6,6              | -485                | Erstellen von seismischen Tiefenprofilen zur Untersuchung des Erdinneren. |   |
| 32     | Region-2           | 24.11.1972 | 90 km südwestlich von Busuluk                             | 2,3              | -675                | Erstellen von seismischen Tiefenprofilen zur Untersuchung des Erdinneren. |   |
| 33     | Region-5           | 24.11.1972 | 160 km südöstlich von Qostanai                            | 6,6              | -425                | Erstellen von seismischen Tiefenprofilen zur Untersuchung des Erdinneren. |   |
| 34     | Meridian-3         | 15.08.1973 | 90 km südwestlich von Türkistan                           | 6,3              | -600                | Erstellen von seismischen Tiefenprofilen zur Untersuchung des Erdinneren. |   |
| 35     | Meridian-1         | 28.08.1973 | 100 km nordöstlich von Arqalyq                            | 6,3              | -395                | Erstellen von seismischen Tiefenprofilen zur Untersuchung des Erdinneren. |   |
| 36     | Meridian-2         | 19.09.1973 | 200 km nordöstlich von Qysylorda                          | 6,3              | -400                | Erstellen von seismischen Tiefenprofilen zur Untersuchung des Erdinneren. |   |
| 37     | Saphir             | 30.09.1973 | 40 km südwestlich von Orenburg                            | 10               | -1.145              | Erzeugung eines Untergrundspeichers für Erdgas. Der Speicher war bis im Jahr 2008 in Betrieb. |   |
| 38     | Kama-2             | 26.10.1973 | 26 km südwestlich Sterlitamak                             | 10               | -2.026              | Erzeugung einer Kaverne für Gefährliche Abfälle einer Soda-Fabrik. Bis zur Schließung im Jahr 1993 wurde darin 23.000.000 m³ flüssiger Abfall entsorgt. |   |
| 39     | Kama-1             | 08.07.1974 | 30 km südwestlich Sterlitamak                             | 10               | -2.130              | Erzeugung einer Kaverne für Gefährliche Abfälle einer Ölraffinerie. Bis zur Schließung im Jahr 1993 wurde darin 700.000 m³ flüssiger Abfall entsorgt. |   |
| 40     | Horizont-2         | 14.08.1974 | 115 km nordöstlich von Jamburg                            | 7,6              | -534                | Erstellen von seismischen Tiefenprofilen zur Untersuchung des Erdinneren. |   |
| 41     | Horizont-1         | 29.08.1974 | 70 km südwestlich von Workuta                             | 7,6              | -583                | Erstellen von seismischen Tiefenprofilen zur Untersuchung des Erdinneren. |   |
| 42     | Kristall           | 2.10.1974  | 6 km nordöstlich von Udatschny                            | 1,7              | -98                 | Versuch zur Erzeugung eines Damms für die Tailings der Udatschnaja-Diamantmine. Der Versuch missglückte und es entstand lediglich eine rund 10 m hohe Kuppe. Im Jahr 1990 betrug die Äquivalentdosis bei der Kuppe 0,15–1,1 μSv/Std (15–110 μR/Std). Ab 1991 wurde die Kuppe mit Ausbruchmaterial aus der Diamantmine überdeckt, um die Strahlung zu reduzieren. |   |
| 43     | Lazurit            | 07.12.1974 | Kernwaffentestgelände Semipalatinsk                       | 1,7              | -460                | Versuch zur Erzeugung eines Damms an einem Hang mit 20° Neigung. Es entstand eine Kuppe aus gebrochenem Gestein mit 200 m Länge und einer Höhe von 14 m. |   |
| 44     | Halit/Asgir A-2-1  | 25.04.1975 | 180 km nördlich von Astrachan                             | 0,35             | -583                | Erforschung von Transuranen in der von Halit/Asgir A-2 erzeugten und mit Wasser gefüllten Kaverne. |   |
| 45     | Horizont-4         | 12.08.1975 | 120 km südwestlich von Tiksi                              | 7,6              | -496                | Erstellen von seismischen Tiefenprofilen zur Untersuchung des Erdinneren. |   |
| 46     | Horizont-3         | 29.09.1975 | 90 km nordöstlich von Norilsk                             | 7,6              | -834                | Erstellen von seismischen Tiefenprofilen zur Untersuchung des Erdinneren. |   |
| 47     | Halit/Asgir A-3-1  | 29.03.1976 | 180 km nördlich von Astrachan                             | 10               | -986                | Versuch zur Entkopplung seismischer Wellen einer unterirdischen Kernwaffenexplosion in der von Halit/Asgir A-3 erzeugten Kaverne. |   |
| 48     | Halit/Asgir A-4    | 29.07.1976 | 180 km nördlich von Astrachan                             | 58               | -1.000              | Erforschung von Transuranen. Bildete eine Kaverne mit 38 m Durchmesser im Steinsalz. |   |
| 49     | Oka/Newa           | 05.11.1976 | Sredne-Botuobinsk-Erdölfeld, 130 km südwestlich von Mirny | 15               | -1.522              | Intensivierung der Erdöl- und Erdgasförderung durch Verbesserung der Permeabilität. |   |
| 50     | Meteorit-2         | 26.07.1977 | 90 km nordöstlich von Norilsk                             | 15               | -880                | Erstellen von seismischen Tiefenprofilen zur Untersuchung des Erdinneren. |   |
| 51     | Meteorit-5         | 11.08.1977 | 80 km südöstlich von Chilok                               | 8,5              | -495                | Erstellen von seismischen Tiefenprofilen zur Untersuchung des Erdinneren. |   |
| 52     | Meteorit-3         | 20.08.1977 | 40 km südwestlich von Tura                                | 8,5              | -600                | Erstellen von seismischen Tiefenprofilen zur Untersuchung des Erdinneren. |   |
| 53     | Meteorit-4         | 10.09.1977 | 70 km nordöstlich von Ust-Kut                             | 7,6              | -545                | Erstellen von seismischen Tiefenprofilen zur Untersuchung des Erdinneren. |   |
| 54     | Halit/Asgir A-5    | 30.09.1977 | 180 km nördlich von Astrachan                             | 9,3              | -1.503              | Erzeugung und Erforschung von Transuranen und Isotopen in Steinsalz. |   |
| 55     | Halit/Asgir A-2-2  | 14.10.1977 | 180 km nördlich von Astrachan                             | 0,1              | -585                | Erforschung von Transuranen bei der von Halit/Asgir A-2 erzeugten Kaverne. |   |
| 56     | Halit/Asgir A-2-3  | 30.10.1977 | 180 km nördlich von Astrachan                             | 0,01             | -581                | Erforschung von Transuranen bei der von Halit/Asgir A-2 erzeugten Kaverne. |   |
| 57     | Kraton-4           | 09.08.1978 | 100 km südwestlich Sangar                                 | 55               | -567                | Erstellen von seismischen Tiefenprofilen zur Untersuchung des Erdinneren. |   |
| 58     | Kraton-3           | 24.08.1978 | 40 km östlich von Aichal                                  | 22               | -577                | Erstellen von seismischen Tiefenprofilen zur Untersuchung des Erdinneren. Rund fünf Sekunden nach der Explosion wölbte sich Permafrost-Boden nach oben und radioaktive Stoffe gelangten in die Umgebung. In Windrichtung wurde ein Gebiet von rund 30 km² stark verstrahlt. Nachdem das Gebiet um den Schacht 1993 dekontaminiert worden war, betrug die Äquivalentdosis in der Umgebung 0,3–0,5 μSv/Std (30–50 μR/Std). Im Jahr 2014 wurde der radioaktive Hot Spot mit 0,3–1,5 m Erdreich zugedeckt. Im nahegelegenen Fluss Markha wurden 137Caesium sowie 90Strontium festgestellt.                                                                                                 |   |
| 59     | Halit/Asgir A-2-4  | 12.09.1978 | 180 km nördlich von Astrachan                             | 0,08             | -585                | Erforschung von Transuranen bei der von Halit/Asgir A-2 erzeugten Kaverne. |   |
| 60     | Kraton-2           | 21.09.1978 | 100 km südwestlich von Igarka                             | 15               | -885                | Erstellen von seismischen Tiefenprofilen zur Untersuchung des Erdinneren. |   |
| 61     | Wjatka/Newa        | 08.10.1978 | Sredne-Botuobinsk-Erdölfeld, 130 km südwestlich von Mirny | 15               | -1.545              | Intensivierung der Erdöl- und Erdgasförderung durch Verbesserung der Permeabilität. |   |
| 62     | Halit/Asgir A-7    | 17.10.1978 | 180 km nördlich von Astrachan                             | 56 & 18          | -971 & -1.040       | Zeitgleich zwei Sprengsätze im selben Schacht zur Erforschung von Transuranen gezündet. |   |
| 63     | Kraton-1           | 17.10.1978 | 50 km westlich von Igrim                                  | 22               | -593                | Erstellen von seismischen Tiefenprofilen zur Untersuchung des Erdinneren. |   |
| 64     | Halit/Asgir A-2-5  | 30.11.1978 | 180 km nördlich von Astrachan                             | 0,06             | -583                | Erforschung von Transuranen bei der von Halit/Asgir A-2 erzeugten Kaverne. |   |
| 65     | Halit/Asgir A-9    | 18.12.1978 | 180 km nördlich von Astrachan                             | 103              | -630                | Schaffung eines Reservoirs mit der Bildung eines Einsturztrichters ohne Verbindung zur Explosionskaverne. Es entstand ein Einsturztrichter mit rund 500 m Durchmesser und einer Tiefe von 18 m. |   |
| 66     | Halit/Asgir A-2-6  | 10.01.1979 | 180 km nördlich von Astrachan                             | 0,5              | -581                | Erforschung von Transuranen bei der von Halit/Asgir A-2 erzeugten Kaverne. |   |
| 67     | Halit/Asgir A-8    | 17.01.1979 | 180 km nördlich von Astrachan                             | 56 & 12          | -995 & -1.000       | Zeitgleich zwei Sprengsätze im selben Schacht zur Erforschung von Transuranen gezündet. Rund eine Stunde nach der Explosion gelangten unbeabsichtigt radioaktive Stoffe an die Erdoberfläche. |   |
| 68     | Halit/Asgir A-11   | 14.07.1979 | 180 km nördlich von Astrachan                             | 7                | -980                | Zeitgleich drei Sprengsätze mit jeweils 7 kT im selben Schacht zur Erforschung von Transuranen gezündet. |   |
| 69     | Kimberlit-4        | 12.08.1979 | 445 km südöstlich von Mirny                               | 8,5              | -985                | Erstellen von seismischen Tiefenprofilen zur Untersuchung des Erdinneren. |   |
| 70     | Kimberlit-3        | 06.09.1979 | 40 km südwestlich von Tura                                | 8,5              | -600                | Erstellen von seismischen Tiefenprofilen zur Untersuchung des Erdinneren. |   |
| 71     | Klivasch           | 16.09.1979 | Yunkom-Kohlebergwerk in Junokomunariwsk                   | 0,3              | -903                | Reduzierung der Spannung in einer Verwerfung im Sandstein sowie zum Verhindern eines Gas-Blowouts. |   |
| 72     | Kimberlit-1        | 06.09.1979 | 122 km südwestlich Surgut                                 | 22               | -837                | Erstellen von seismischen Tiefenprofilen zur Untersuchung des Erdinneren. |   |
| 73     | Scheksna/Newa      | 10.07.1979 | Sredne-Botuobinsk-Erdölfeld, 130 km südwestlich von Mirny | 15               | -1.545              | Intensivierung der Erdölförderung durch Verbesserung der Permeabilität. |   |
| 74     | Halit/Asgir A-10   | 24.10.1979 | 180 km nördlich von Astrachan                             | 3 & 33           | -980 & -850         | Zwei Sprengsätze im selben Schacht. Schaffung eines Endlagers für den radioaktiver Abfall der vorherigen Halit/Asgir-Tests. |   |

Quellen aus:

### 1980er-Jahre
| Nummer | Bezeichnung    | Datum      | Region                                                            | Sprengkraft (kT) | Höhe über Grund (m) | Bemerkung | ⊙ |
| ------ | -------------- | ---------- | ----------------------------------------------------------------- | ---------------- | ------------------- | --- | - |
| 75     | Butan-4        | 16.06.1980 | Grachevka-Erdölfeld, 15 km nordwestlich von Meleus                | 3,2              | -1.400              | Intensivierung der Erdölförderung durch Verbesserung der Permeabilität im Kalkstein.                                                                                                 |   |
| 76     | Butan-3        | 25.06.1980 | Grachevka-Erdölfeld, 15 km nordwestlich von Meleus                | 3,2              | -1.400              | Intensivierung der Erdöl- und Erdgasförderung durch Verbesserung der Permeabilität im Kalkstein.                                                                                     |   |
| 77     | Wega-1T        | 08.10.1980 | Astrachan-Erdgasfeld, 40 km nordwestlich von Astrachan            | 8,5              | -1.025              | Erzeugung eines Untergrundspeichers für Erdgas. |   |
| 78     | Batholith-1    | 01.11.1980 | 40 km nordöstlich von Ust-Ilimsk                                  | 8                | -720                | Erstellen von seismischen Tiefenprofilen zur Untersuchung des Erdinneren. |   |
| 79     | Angara         | 01.11.1980 | Yesi-Yegovskji-Erdölfeld, 150 km nordwestlich von Chanty-Mansijsk | 15               | -2.485              | Intensivierung der Erdölförderung durch Verbesserung der Permeabilität im Kalkstein.                                                                                                 |   |
| 80     | Pyrit          | 25.05.1981 | Kumzhinsky-Erdgasfeld, 65 km nordöstlich von Narjan-Mar           | 37,6             | -1.511              | Erfolgloser Löschversuch von einem Erdgas-Blowout der seit November 1980 brannte. |   |
| 81     | Helium-1       | 02.09.1981 | Tyazhskii-Erdölfeld, 20 km südöstlich von Krasnowischersk         | 3,2              | -2.088              | Intensivierung der Erdölförderung durch Verbesserung der Permeabilität im Kalkstein.                                                                                                 |   |
| 82     | Wega-4T        | 26.09.1981 | Astrachan-Erdgasfeld, 40 km nordwestlich von Astrachan            | 8,5              | -1.050              | Erzeugung eines Untergrundspeichers für Erdgas. |   |
| 83     | Wega-2T        | 26.09.1981 | Astrachan-Erdgasfeld, 40 km nordwestlich von Astrachan            | 8,5              | -1.050              | Erzeugung eines Untergrundspeichers für Erdgas. |   |
| 84     | Spat-2         | 22.10.1981 | 140 km südwestlich von Tura                                       | 8,5              | -581                | Erstellen von seismischen Tiefenprofilen zur Untersuchung des Erdinneren. |   |
| 85     | Rift-3         | 30.07.1982 | 80 km südöstlich von Ust-Uda                                      | 8,5              | -554                | Erstellen von seismischen Tiefenprofilen zur Untersuchung des Erdinneren. |   |
| 86     | Rift-1         | 04.09.1982 | 190 km westlich von Dudinka                                       | 16               | -960                | Erstellen von seismischen Tiefenprofilen zur Untersuchung des Erdinneren. |   |
| 87     | Rift-4         | 25.09.1982 | 400 km westlich von Tura                                          | 8,5              | -554                | Erstellen von seismischen Tiefenprofilen zur Untersuchung des Erdinneren. |   |
| 88     | Newa-1         | 10.10.1982 | Sredne-Botuobinsk-Erdölfeld, 130 km südwestlich von Mirny         | 15               | -1.502              | Intensivierung der Erdgas- und Erdölförderung durch Verbesserung der Permeabilität.                                                                                                  |   |
| 89     | Wega-7T        | 16.10.1981 | Astrachan-Erdgasfeld, 40 km nordwestlich von Astrachan            | 8,5              | -975                | Erzeugung eines Untergrundspeichers für Erdgas. |   |
| 90     | Wega-6T        | 16.10.1981 | Astrachan-Erdgasfeld, 40 km nordwestlich von Astrachan            | 8,5              | -991                | Erzeugung eines Untergrundspeichers für Erdgas. |   |
| 91     | Wega-5T        | 16.10.1981 | Astrachan-Erdgasfeld, 40 km nordwestlich von Astrachan            | 8,5              | -1.100              | Erzeugung eines Untergrundspeichers für Erdgas. |   |
| 92     | Wega-3T        | 16.10.1981 | Astrachan-Erdgasfeld, 40 km nordwestlich von Astrachan            | 13,5             | -1.057              | Erzeugung eines Untergrundspeichers für Erdgas. |   |
| 93     | Lira-1T        | 10.07.1983 | Karachaganak-Erdgasfeld, 30 km nordwestlich von Aqsai             | 15               | -920                | Erzeugung eines Untergrundspeichers für Erdgas. |   |
| 94     | Lira-2T        | 10.07.1983 | Karachaganak-Erdgasfeld, 30 km nordwestlich von Aqsai             | 15               | -917                | Erzeugung eines Untergrundspeichers für Erdgas. |   |
| 95     | Lira-3T        | 10.07.1983 | Karachaganak-Erdgasfeld, 30 km nordwestlich von Aqsai             | 15               | -841                | Erzeugung eines Untergrundspeichers für Erdgas. |   |
| 96     | Wega-8T        | 24.09.1983 | Astrachan-Erdgasfeld, 40 km nordwestlich von Astrachan            | 8,5              | -1.050              | Erzeugung eines Untergrundspeichers für Erdgas. |   |
| 97     | Wega-9T        | 24.09.1983 | Astrachan-Erdgasfeld, 40 km nordwestlich von Astrachan            | 8,5              | -1.050              | Erzeugung eines Untergrundspeichers für Erdgas. |   |
| 98     | Wega-11T       | 24.09.1983 | Astrachan-Erdgasfeld, 40 km nordwestlich von Astrachan            | 8,5              | -920                | Erzeugung eines Untergrundspeichers für Erdgas. |   |
| 99     | Wega-13T       | 24.09.1983 | Astrachan-Erdgasfeld, 40 km nordwestlich von Astrachan            | 8,5              | -1.100              | Erzeugung eines Untergrundspeichers für Erdgas. |   |
| 100    | Wega-10T       | 24.09.1983 | Astrachan-Erdgasfeld, 40 km nordwestlich von Astrachan            | 8,5              | -950                | Erzeugung eines Untergrundspeichers für Erdgas. |   |
| 101    | Wega-12T       | 24.09.1983 | Astrachan-Erdgasfeld, 40 km nordwestlich von Astrachan            | 8,5              | -1.100              | Erzeugung eines Untergrundspeichers für Erdgas. |   |
| 102    | Lira-4T        | 21.07.1984 | Karachaganak-Erdgasfeld, 30 km nordwestlich von Aqsai             | 15               | -850                | Erzeugung eines Untergrundspeichers für Erdgas. |   |
| 103    | Lira-6T        | 21.07.1984 | Karachaganak-Erdgasfeld, 30 km nordwestlich von Aqsai             | 15               | -960                | Erzeugung eines Untergrundspeichers für Erdgas. |   |
| 104    | Lira-5T        | 21.07.1984 | Karachaganak-Erdgasfeld, 30 km nordwestlich von Aqsai             | 15               | -840                | Erzeugung eines Untergrundspeichers für Erdgas. |   |
| 105    | Quarz-2        | 11.08.1984 | 100 km westlich von Petschora                                     | 8,5              | -759                | Erstellen von seismischen Tiefenprofilen zur Untersuchung des Erdinneren. |   |
| 106    | Quarz-3        | 25.08.1984 | 25 km nördlich von Ljantor                                        | 8,5              | -726                | Erstellen von seismischen Tiefenprofilen zur Untersuchung des Erdinneren. |   |
| 107    | Dnepr-2        | 27.08.1984 | 20 km nordwestlich von Kirowsk                                    | 1,7              | -160 & -180         | Zwei Sprengsätze mit jeweils 1,7 kT zum Brechen von Erz in einem Stollen eines Bergwerks am Berg Kuelporr, im Bergbaurevier Chibinen. Es konnte rund 550.000 m³ Erz gewonnen werden. |   |
| 108    | Helium-2       | 28.08.1984 | Tyazhskii-Erdölfeld, 20 km südöstlich von Krasnowischersk         | 3,2              | -2.065              | Intensivierung der Erdölförderung durch Verbesserung der Permeabilität. |   |
| 109    | Helium-3       | 28.08.1984 | Tyazhskii-Erdölfeld, 20 km südöstlich von Krasnowischersk         | 3,2              | -2.075              | Intensivierung der Erdölförderung durch Verbesserung der Permeabilität. |   |
| 110    | Quarz-4        | 17.09.1984 | 40 km südwestlich von Mariinsk                                    | 10               | -557                | Erstellen von seismischen Tiefenprofilen zur Untersuchung des Erdinneren. |   |
| 111    | Wega-14T       | 27.10.1984 | Astrachan-Erdgasfeld, 40 km nordwestlich von Astrachan            | 3,2              | -1.000              | Erstellen eines Endlagers für den radioaktiver Abfall der vorherigen Wega-Sprengungen.                                                                                               |   |
| 112    | Wega-15T       | 27.10.1984 | Astrachan-Erdgasfeld, 40 km nordwestlich von Astrachan            | 3,2              | -1.000              | Erstellen eines Endlagers für den radioaktiver Abfall der vorherigen Wega-Sprengungen.                                                                                               |   |
| 113    | Benzol         | 18.06.1985 | Sredne-Balykskii-Erdölfeld, 18 km südwestlich von Pyt-Jach        | 2,5              | -2.859              | Intensivierung der Erdölförderung durch Verbesserung der Permeabilität. |   |
| 114    | Achat/Quarz-1  | 18.07.1985 | 18 km nordwestlich von Mesen                                      | 8,5              | -772                | Erstellen von seismischen Tiefenprofilen zur Untersuchung des Erdinneren. |   |
| 115    | Helium-4/Gelyi | 19.04.1987 | Tyazhskii-Erdölfeld, 20 km südöstlich von Krasnowischersk         | 3,2              | -2.015              | Intensivierung der Erdölförderung durch Verbesserung der Permeabilität im Kalkstein.                                                                                                 |   |
| 116    | Helium-5/Gelyi | 19.04.1987 | Tyazhskii-Erdölfeld, 20 km südöstlich von Krasnowischersk         | 3,2              | -2.055              | Intensivierung der Erdölförderung durch Verbesserung der Permeabilität im Kalkstein.                                                                                                 |   |
| 117    | Newa-2         | 06.07.1987 | Sredne-Botuobinsk-Erdölfeld, 130 km südwestlich von Mirny         | 15               | -1.502              | Intensivierung der Erdgas- und Erdölförderung durch Verbesserung der Permeabilität.                                                                                                  |   |
| 118    | Newa-3         | 24.07.1987 | Sredne-Botuobinsk-Erdölfeld, 130 km südwestlich von Mirny         | 15               | -1.515              | Intensivierung der Erdgas- und Erdölförderung durch Verbesserung der Permeabilität.                                                                                                  |   |
| 119    | Newa-4         | 12.08.1987 | Sredne-Botuobinsk-Erdölfeld, 130 km südwestlich von Mirny         | 3,2              | -815                | Erstellen eines Endlagers für den radioaktiver Abfall der vorherigen Newa-Sprengungen.                                                                                               |   |
| 120    | Batholith-2    | 03.10.1987 | 295 km südwestlich von Aqtöbe                                     | 8,5              | -1.002              | Erstellen von seismischen Tiefenprofilen zur Untersuchung des Erdinneren. |   |
| 121    | Rubin-2        | 22.08.1988 | 40 km nordöstlich von Urengoi                                     | 15               | -829                | Erstellen von seismischen Tiefenprofilen zur Untersuchung des Erdinneren. |   |
| 121    | Rubin-1        | 06.09.1988 | 75 km nordöstlich von Kotlas                                      | 8,5              | -820                | Erstellen von seismischen Tiefenprofilen zur Untersuchung des Erdinneren. |   |

Quellen aus: